# Claudio Ruffini
Claudio Ruffini (* 5. Juni 1922 in Santa Margherita d’Adige; † 15. Juli 1981 in Rom) war ein italienischer Schauspieler und Stuntman.

## Leben und Wirken
Ruffini war ein vielbeschäftigter italienischer Nebendarsteller und Stuntman der sechziger und siebziger Jahre, der in fast 150 Rollen identifiziert werden kann. Seine größte Bekanntheit erlangte er vor allem an der Seite von Bud Spencer und Terence Hill, wo man ihn meist in negativen und zugleich komischen Rollen als Ganove oder Schläger sah.
Claudio Ruffini soll nach Aussagen von Umberto Lenzi und Salvatore Borgese kurz nach Abschluss der Dreharbeiten von Zwei Asse trumpfen auf 1981 an den Folgen seines Alkoholkonsums verstorben sein. Einige Quellen behaupten jedoch, dass er sich nach Frankreich zurückgezogen habe.

## Filmografie (Auswahl)
- 1962: Maciste im Kampf mit dem Piratenkönig (Maciste contro lo sceicco)
- 1962: Die Rache des schwarzen Rebellen (La notte dell’innominato)
- 1964: Ursus greift ein (Ursus, il terrore dei kirghisi)
- 1964: Der Ritt nach Alamo (La strada per Fort Alamo)
- 1965: Der Tiger parfümiert sich mit Dynamit (Le tigre se parfume à la dynamite)
- 1965: Vollmacht für Jack Clifton (Agente 077 dall’oriente con furore)
- 1966: Agent 3S3 pokert mit Moskau (Agente 3S3, massacro al sole)
- 1966: Rembrandt 7 antwortet nicht
- 1967: Bradock – drei Unzen Blei zum Fünf-Uhr-Tee (Troppo per vivere… poco per morire)
- 1967: Poker mit Pistolen (Un poker di pistole)
- 1967: Stirb oder töte (Killer calibro 32)
- 1967: Die Rechnung wird mit Blei bezahlt (Da uomo a uomo)
- 1967: Stinkende Dollar (Le due facce del dollaro)
- 1967: Tödlicher Ritt nach Sacramento (Con lui cavalca la morte)
- 1968: Django spricht das Nachtgebet (Il suo nome gridava vendetta)
- 1968: Einladung zum Totentanz (…E venne il tempo di uccidere)
- 1968: Leichen pflastern seinen Weg (Il grande silenzio)
- 1968: Rache für Rache (Vendetta per vendetta)
- 1968: Sangue chiama sangue
- 1969: Django und Sartana, die tödlichen Zwei (Una lunga fila di croci)
- 1969: Django und die Bande der Bluthunde (Django il bastardo)
- 1971: Man nennt mich Halleluja (Testa t’ammazzo, croce… sei morto… Mi chiamano Alleluja)
- 1971: Sartana – noch warm und schon Sand drauf (Buon funerale, amigos!… paga Sartana)
- 1971: Sabata kehrt zurück (È tornato Sabata... hai chiuso un’altra volta)
- 1972: Beichtet Freunde, Halleluja kommt (Il West ti va stretto, amico… è arrivato Alleluja)
- 1972: Fünf Klumpen Gold (Tutti fratelli nel west… per parte di padre)
- 1972: Ein Halleluja für Spirito Santo (Uomo avvisato mezzo ammazzato… Parola di Spirito Santo)
- 1972: Ein Hosianna für zwei Halunken (Trinità e Sartana figli di…)
- 1972: Tedeum – Jeder Hieb ein Prankenschlag (Tedeum)
- 1973: Auch die Engel essen Bohnen (Anche gli angeli mangiano fagioli)
- 1973: Der Barmherzige mit den schnellen Fäusten (Sentivano uno strano, eccitante, pericoloso puzzo di dollari)
- 1973: Fäuste – Bohnen und… Karate! (Storia di karatè, pugni e fagioli)
- 1973: Mamma mia è arrivato Così Sia
- 1973: Der Mann mit der Kugelpeitsche (Il mio nome è Shangai Joe)
- 1973: Ein Pate kommt selten allein (L’altra faccia del padrino)
- 1973: Sie nannten ihn Plattfuß (Piedone lo sbirro)
- 1973: Tödlicher Haß (Tony Arzenta)
- 1974: In meiner Wut wieg’ ich vier Zentner (El kárate, el Colt y el impostor)
- 1974: Zwei Fäuste des Himmels (Tough Guys)
- 1974: Dicke Luft in Sacramento (Di Tresette ce n’è uno, tutti gli altri son nessuno)
- 1974: Vier Fäuste schlagen wieder zu (Carambola)
- 1975: Zwei durch dick und dünn (Che botte ragazzi!)
- 1975: Plattfuß räumt auf (Piedone a Hong Kong)
- 1975: Die Höllenfahrt (Il lupo dei mari)
- 1975: Verdammt zu leben – verdammt zu sterben (I quattro dell’apocalisse)
- 1976: Vier Fäuste – Hart wie Diamanten (Il vangelo secondo Simone e Matteo)
- 1976: Hector, der Ritter ohne Furcht und Tadel (Il soldato di ventura)
- 1976: Die Viper (Roma a mano armata)
- 1977: Die Gewalt bin ich (Il cinico, l’infame, il violento)
- 1977: Charleston – Zwei Fäuste räumen auf  (Charleston)
- 1977: Zwei außer Rand und Band (I due superpiedi quasi piatti)
- 1977: Mannaja – Das Beil des Todes (Mannaja)
- 1977: Dealer Connection – Die Straße des Heroins (La via della droga)
- 1978: Plattfuß in Afrika (Piedone l’africano)
- 1978: Sie nannten ihn Mücke (Lo chiamavano Bulldozer)
- 1978: Zwei sind nicht zu bremsen (Pari e dispari)
- 1979: Der Große mit seinem außerirdischen Kleinen (Uno sceriffo extraterrestre – poco extra e molto terrestre)
- 1979: S.H.E. (S+H+E: Security Hazards Expert)
- 1980: Der Supercop (Poliziotto superpiù)
- 1981: Zwei Asse trumpfen auf (Chi trova un amico, trova un tesoro)